# 英國鐵路319型電力動車組
英鐵319型電力動車組是一款在1987至1990年間，由英國鐵路工程公司（BREL）在約克製造的列車。
該款列車是英國國鐵為配合縱貫倫敦市中心的泰晤士連線鐵路通車、增設來往貝德福德及布賴頓的服務而製造的。由於這條鐵路採用兩種不同的電氣化方式（倫敦以北的路段架設了25千伏的交流電高架電纜，而倫敦以南的路段則鋪設了750伏特的直流電第三軌），319型列車能夠兼容兩種電氣化鐵路。
在英國作為郵政列車主力的英鐵325型電力動車組，實際上是由該款列車演化而成，但325型列車的頭幅採用了英鐵365型電力動車組的款式。
自2015年起，隨着泰晤士連線引入新列車，部份319型列車被調往利物浦至曼徹斯特間新近電氣化的鐵路行走，至2017年，有車輛將改裝成柴油-電力雙動力源鐵路車輛版本的英鐵769型雙動力源動車組。